# 华盛顿羽化登仙图
《華盛頓的神化》（英語：the Apotheosis of Washington）為希臘籍義大利藝術家康斯坦丁諾·布魯米迪所繪的天頂濕壁畫，創作於1865年，位於美國國會大廈圓形大廳屋頂的眼洞窗下。此濕壁畫距離圓形大廳樓板180英尺（55）高，面積為4,664平方英尺（433.3平方），壁畫高度最高為15英尺（4.6），可從下方大廳樓板向上仰望。此圓頂完成於1863年，布魯米迪接著在美國內戰結束後的11個月內完成此作品；他則因為此濕壁畫獲得40,000美元（現今約為821,652美元）的酬勞。
布魯米迪曾在梵蒂岡為教宗額我略十六世服務3年，並曾為托倫尼亞王子在內的多名貴族，於他們的宮殿與別墅進行創作。後來他於1852年移民美國，並在他的人生最後25年於國會大廈工作。除了這件作品之外，他還設計了布魯米迪走廊。

## 象徵

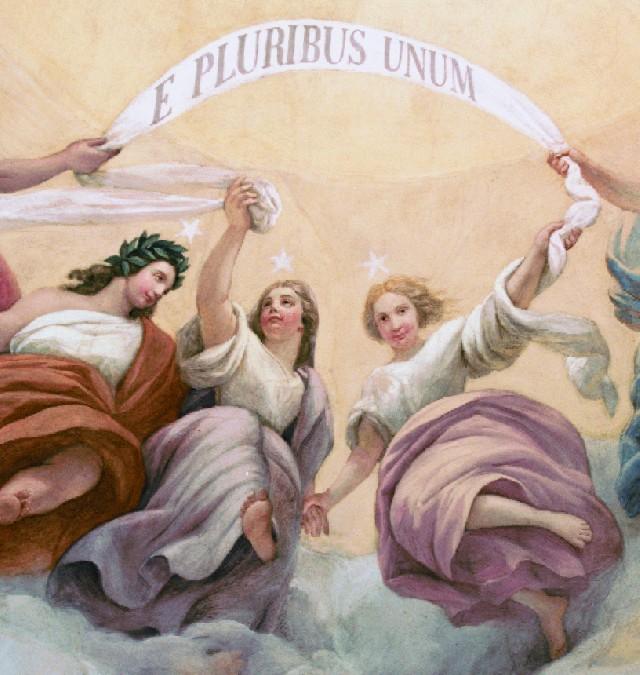
於華盛頓頭頂上的倒置人物手持的是「合眾為一」的橫幅。

《華盛頓的神化》描繪喬治·華盛頓以一種崇高的姿態坐在天堂之間，或以另一種說法而言，則是昇華成為神（神化），託寓華盛頓身為第一任美國總統與美國獨立戰爭中大陸軍總司令的展現，周圍則環繞著羅馬神話為基礎的圖像。華盛頓身著代表皇室色彩的紫色衣服，腳邊有彩虹，左側有著綠色衣服手拿號角的維多利亞女神，右側則有自由女神。自由女神頭戴象徵解放的紅色佛里幾亞無邊便帽，在羅馬傳統當中，當兒子離開家園，或是奴隸獲得解放時，就會給予紅色帽子；她的右手持有束棒，左手持有一本打開的書本。
與維多利亞和自由女神共同圍成一圈的是13位少女，每一位少女頭頂皆繪有一顆星星，代表原始的十三殖民地。有幾位少女以背對姿態呈現，代表在創作當時脫離美國的殖民地。在華盛頓對向之處則有「合眾為一」的橫幅。
環繞於華盛頓、2位女神與13位少女周圍的是6幅場景，每個場景都寓意著一個國家概念：從華盛頓正下方開始依順時針移動，分別為「戰爭」、「科學」、「海洋」、「商業」、「機械」與「農業」。這些場景無法從圓形大廳樓板往上完整看到。
| 場景 | 描述 |
| ---- | --- |
|      | 戰爭 位於華盛頓正下方的是「自由」即哥倫比亞，為戰爭的擬人化象徵。此場景描述一位女士舉劍為自由而戰；她身穿披肩，頭戴頭盔，手持以美國國旗為主色調的盾牌，漫步在代表僭主與君王權力的人群圖像之上。在「自由」左邊協助她的是一隻凶猛的白頭海雕（也就是美國國鳥），爪子抓著箭矢與雷光之箭（與美國國徽中老鷹抓起箭矢的形象相連結）。 |
|      | 科學 羅馬戰爭與智慧女神彌涅耳瓦，身戴頭盔，手持長矛，指著一臺發電機。而發電機旁則是儲存電力的電池。彌涅耳瓦後方則是寫作臺。這幅畫像象徵偉大的美國發明物。美國的科學家與發明家富蘭克林、薩繆爾·摩斯、羅伯特·富爾頓則看著彌涅耳瓦。畫面左側，一名教師示範如何使用兩腳規。                                                       |
|      | 海洋 此畫像中，羅馬海神涅普頓，手持三叉戟，頭戴海草王冠，駕著由海馬拖拉的貝殼戰車。自海而生的愛神維納斯，正協助鋪設連結美國與愛爾蘭的跨大西洋電報線 背景則是一艘裝有煙囪的蒸汽船。 |
|      | 商業 羅馬的商業之神墨丘利，頭戴有翼帽，腳穿涼鞋，手持雙蛇杖，正給與一袋黃金給美國獨立戰爭的開國元勳金融家羅伯特·莫里斯。畫面左側， 一群男人搬運推車上的箱子；畫面右側，船員與錨引領走向「海洋」。 |
|      | 機械 此場景描繪羅馬火神與鐵匠之神兀兒肯站在鐵砧旁邊，腳上踩著加農砲，加農砲旁邊有一堆砲彈；背景則是蒸氣機。在熔爐旁邊的人則是要代表國會大廈圓頂工程的煉鐵主管查爾斯·湯瑪斯（Charles Thomas）。 |
|      | 農業 羅馬的農業女神刻瑞斯， 頭戴一捆麥穗，手執象徵豐收的豐裕之角，坐在麥考密克的機械收割機上。年輕的美國男子，頭戴佛里幾亞無邊便帽，牽著馬的韁繩。而花神佛洛拉則在地上收集花朵。 |

## 外部連結
- The Apotheosis of Washington （页面存档备份，存于）,  Architect of the Capitol （页面存档备份，存于）.
- The Apotheosis of George Washington : Brumidi's fresco & Beyond, The University of Virginia.
- The Telegraph Field : Valentia Island, Ireland.

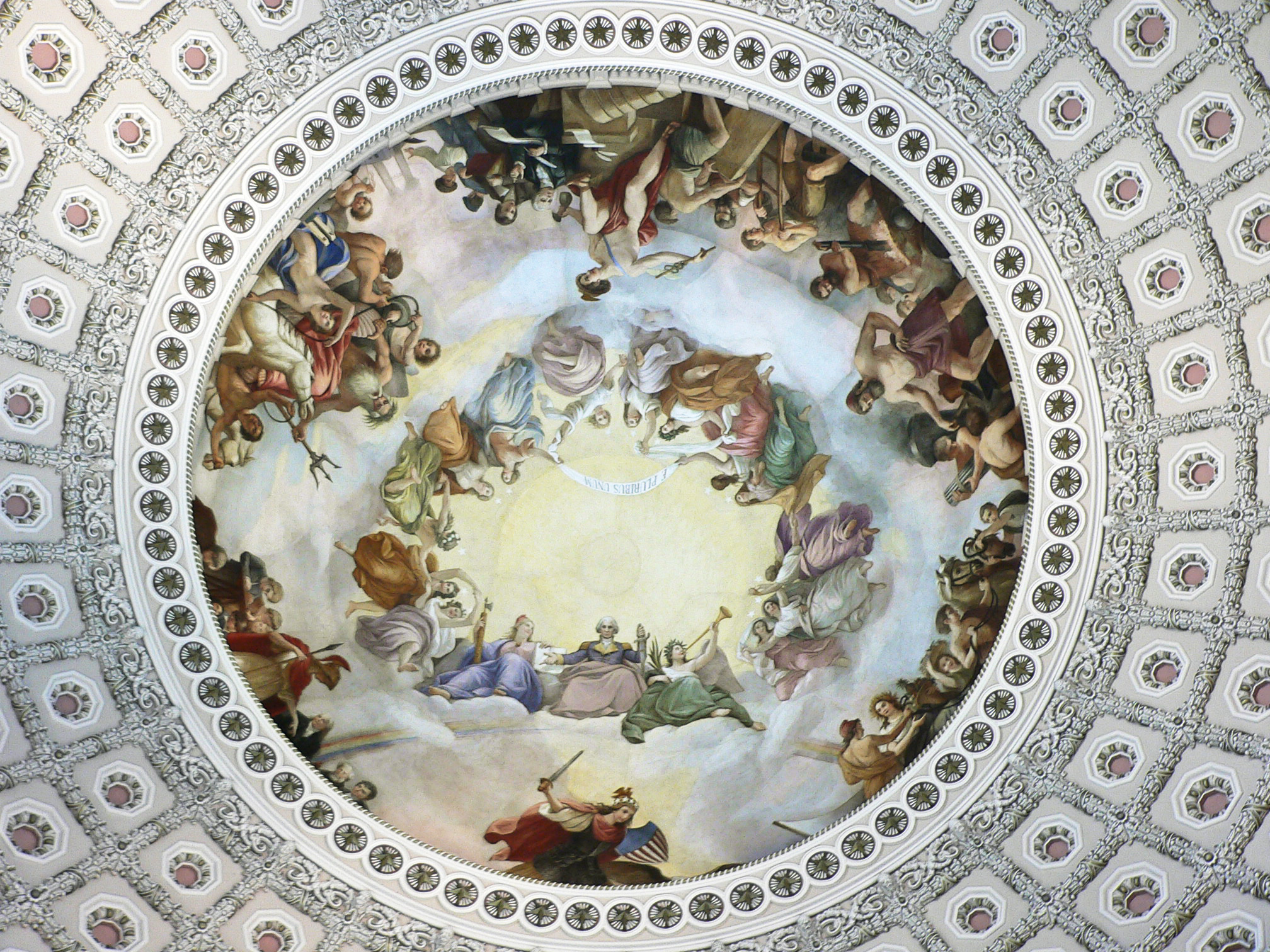
從美國國會大廈圓形大廳向上觀看的《華盛頓的神化》

- Figure 49. Study for the Apotheosis of George Washington, c. 1863 (photo), Irma B. Jaffe. . Fordham Univ Press. 1992: 85  [2017-06-03]. ISBN 978-0-8232-1342-9. （原始内容存档于2016-06-10）.
- apotheosisofwashington.com, dedicated website with interactive panorama view
- Presidents Day and the Apotheosis of Washington （页面存档备份，存于）, Online Library of Liberty

38°53′23″N 77°0′32″W / 38.88972°N 77.00889°W